# Cénacle de Meaux

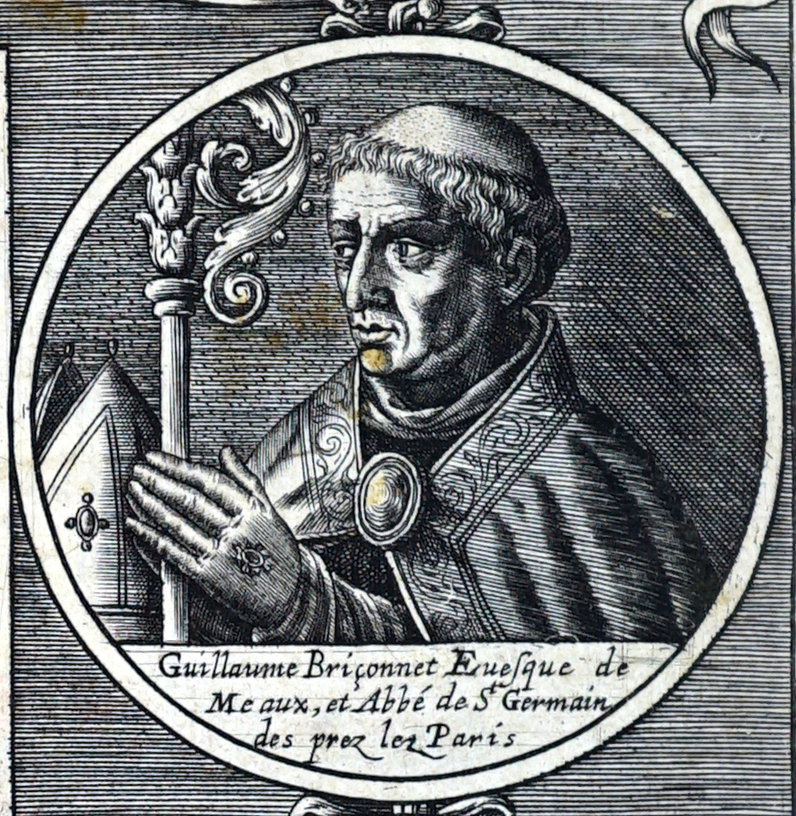
Gravure représentant Guillaume Briçonnet (1621).

Le cénacle de Meaux, appelé aussi cercle de Meaux ou groupe de Meaux, fut fondé en 1521 à la demande de l'évêque de Meaux Guillaume Briçonnet par son vicaire et ami Jacques Lefèvre d'Étaples. Il regroupe de nombreux érudits humanistes : Guillaume Farel, François Vatable, Gérard Roussel, Martial Mazurier, Michel d'Arande, Pierre Caroli, Jodocus Clichtove et Jean Lecomte de Lacroix. Beaucoup d'écrivains vivant à cette époque étaient très proches de ce mouvement, comme François Rabelais ou Érasme. Il est fermé en 1525.

## Un cénacle humaniste et évangélique
Devant le manque flagrant de culture du bas clergé de l'époque, le cénacle travaille à la réforme de l'Église. Il est partisan de l'évangélisme de la Renaissance : cette doctrine qui vise une réforme passant par la traduction en langue vulgaire du Nouveau Testament entend revenir aux sources du christianisme, à l'enseignement originel du Christ via la lecture directe des textes sacrés. Avec les Épîtres de Paul, la Bible va être l'objet d'un long travail philologique : ré-établissement du texte, des commentaires, traduction et nouveaux commentaires,,. Ce cercle exerce une grande influence sur les humanistes et les écrivains de cette génération (Clément Marot, Rabelais, etc.). D'autant que la même année, Guillaume Briçonnet devient le directeur spirituel de Marguerite de Navarre, avec laquelle il entretient constamment une importante correspondance. Celle-ci protège discrètement le cercle, étant sensible à ses thèses,.
Mais les Franciscains alliés aux docteurs en théologie de la Sorbonne dont Noël Bédier s'opposent à ces réformes. Aux yeux des autorités ecclésiastiques, cet évangélisme semble une dérive dangereuse, car elle ouvre la voie à toutes les interprétations contradictoires ; elles le font remarquer en Sorbonne. L'Université de Paris et ses très réputés docteurs en théologie constituent un milieu responsable de l'orthodoxie des textes sacrés. Attachés à la scolastique, l'anagogique et la tropologique, fermés à ce type de réforme, ils usent de tout leur pouvoir de censure face à la diffusion de ces idées. Ce faisant, ils parviennent, en 1525, à mettre fin au cercle de Meaux. Loin de mettre un terme aux études humanistes (studia humanitatis), celles-ci prennent des voies détournées pour aboutir en 1530 à la création du Collège des Lecteurs Royaux, l'actuel Collège de France, qui par l'autorité de ses membres, dont Guillaume Budé et le patronage royal peut seul faire pièce à la Sorbonne, sa voisine.

## Après la condamnation

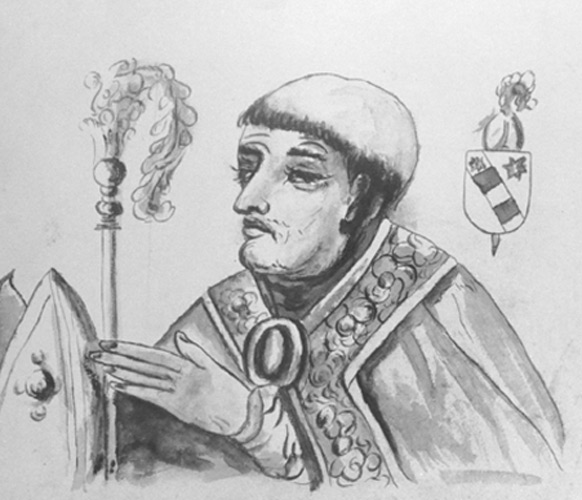
Guillaume Briçonnet (1470-1534)

Guillaume Briçonnet est obligé d'apaiser ses adversaires, et revient sur plusieurs des décisions, notamment l'interdiction faite aux Cordeliers de prêcher, et sur le culte des saints et de la Vierge. Jacques Lefèvre s'exile à Strasbourg. Renvoyé par Briçonnet, qui le trouve trop violent dans ses prêches, Farel lui s'installe à Genève. Clément Marot est arrêté, accusé d'hérésie et conduit dans les prisons du Châtelet.
Mais si la plupart parviennent à fuir, certains de ses membres ou disciples, restés sur place, furent arrêtés et torturés. Une petite communauté se constitue, qui se donne un pasteur, le premier réformé de France. En 1546, quatorze de ses membres sont arrêtés et torturés à mort, ce qui met fin au groupe, mais le protestantisme essaime dans toute la Champagne,.
Ainsi Jean Leclerc, un cardeur de laine, est emprisonné et après un rapide procès, condamné à « être frappé de verges trois jours de suite dans les rues, puis marqué au front d'un fer rouge comme hérétique. » Jacques Pavannes, un jeune étudiant, est arrêté, se rétracte, puis, libéré, reprend ses prêches. Il est condamné à être brûlé sur la place de Grève à Paris. L'ermite de Livry, est traîné à Paris pour être « brûlé à petit feu » devant la cathédrale Notre-Dame. Une foule immense assista au supplice alors que les docteurs de la Sorbonne criaient de toutes leurs forces: « Il est damné, il s'en va en enfer !». L'ermite très calme dans les flammes ne répondit que : « Ma confiance est en Christ. Je meurs dans la foi de mon Sauveur ».
François Ier mit rapidement fin à ces persécutions qui ne produisaient qu'un effet contraire à celui recherché par Bédier.

## Membres les plus connus du cénacle
- Jacques Lefèvre d'Étaples, dit Faber.
- Guillaume Briçonnet, évêque de Meaux.
- Guillaume Farel, prédicateur.
- François Vatable
- Gérard Roussel
- Pierre Caroli, autre prédicateur.
- Simon Robert prêtre catholique devenu pasteur protestant, époux de Marie d'Ennetières.